# Calico (spökstad)

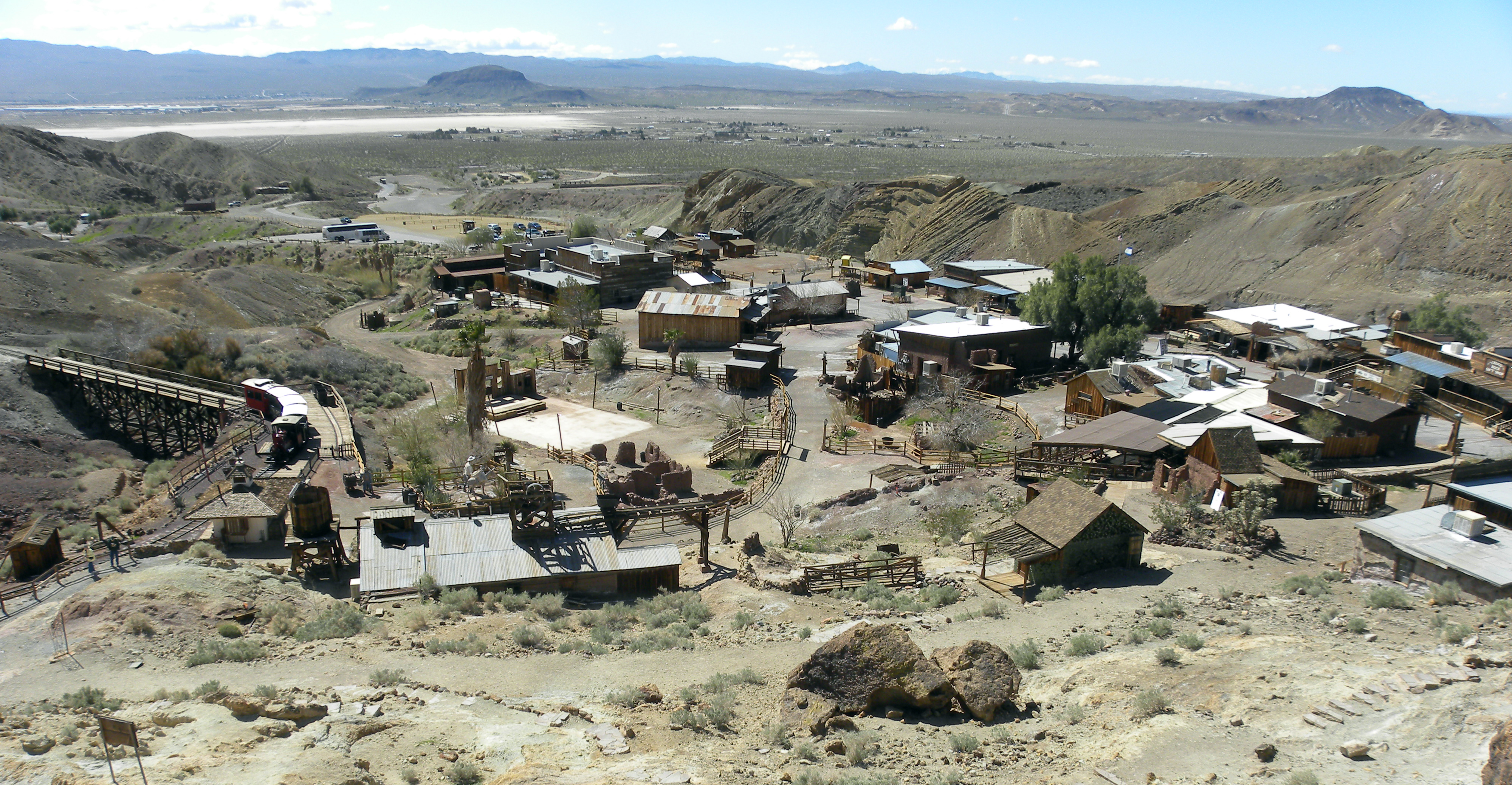

Calico är en spökstad i Kalifornien i USA. 
Den är dock inte så spöklik längre på grund av omfattande turistverksamhet. Vissa delar är fortfarande "original" - en pub som fortfarande håller öppet och serverar öl och läsk, gruvan m.m.